# Level Up (chanson)
Pour les articles homonymes, voir Level Up.
 (février 2024).
Si vous disposez d'ouvrages ou d'articles de référence ou si vous connaissez des sites web de qualité traitant du thème abordé ici, merci de compléter l'article en donnant les références utiles à sa vérifiabilité et en les liant à la section « Notes et références ».
Level Up est une chanson de la chanteuse Ciara. 
La chanson est parue le 18 juillet 2018 comme le premier single de son septième album, Beauty Marks. Il s'agit de la première apparition musicale de la star depuis son dernier album Jackie sorti en 2015.
Le single retrace l'évolution de Ciara au fil de ces années après sa rupture avec Future et exprime le fait qu'elle a su s'affranchir des événements passés et en sortir plus forte.[réf. nécessaire]
Level Up est une chanson très rythmée et représentative de la signature vocale des débuts de la star. Comme son nom l'indique, cette chanson est une élévation du niveau de Ciara, notamment sur le plan artistique[réf. nécessaire].

## Clip vidéo
Le clip de Level Up est également sorti le 18 juillet 2018. Il a été produit et réalisé par Parris Goebel